# Batman: Rycerz Gotham
Batman: Rycerz Gotham (ang. Batman: Gotham Knight) – amerykańsko-japońska animowana antologia filmowa przeznaczona na rynek DVD i Blu-ray, której 6 segmentów umiejscowionych jest pomiędzy wydarzeniami z filmów Batman: Początek oraz Mroczny Rycerz. Światowa premiera DVD odbyła się 8 lipca 2008 r. 8 sierpnia 2008 r. animacja została wydana w Polsce na DVD przez Galapagos Films.
Produkcja jest efektem współpracy amerykańskich producentów i scenarzystów z japońskimi reżyserami oraz czterema studiami animacyjnymi odpowiedzialnymi za osobne epizody. Współpraca ta poskutkowała zastosowaniem kilku stylów animacji, różniących się znacząco poziomem realizmu użytej kreski oraz klimatem. Analogiczne rozwiązanie zostało użyte przy tworzeniu serii Animatrix, nad którą to również pracowały studia animacyjne Madhouse i Studio 4°C.  Wśród scenarzystów znalazł się także David S. Goyer, który jest autorem scenariusza do filmu Batman: Początek oraz pomysłodawcą historii do Mrocznego Rycerza. Głosu Batmanowi w każdej z historii ponownie udzielił Kevin Conroy znany w środowisku fanów DC już od początku lat 90.
W animacji pojawiają się postaci wprowadzone już w pierwszej części serii filmowej o Batmanie reżyserii Christophera Nolana (m.in. Scarecrow) a także te, które pojawiają się w jej kontynuacji (m.in. Ramirez, Maroni).
Batman: Rycerz z Gotham jest drugim w kolejności produkcji animowanym filmem uniwersum DC o kategorii wiekowej PG-13 nadanej przez MPAA za przedstawienie stylizowanej przemocy i krwawych obrazów. Przy premierze na telewizyjnej stacji Cartoon Network (8 października 2008 r.) z filmu wycięto część brutalniejszych scen, a po każdej przerwie reklamowej wyświetlany był komunikat ostrzegający dla rodziców. Ponownie w amerykańskiej telewizji ukazał się 22 sierpnia 2020 r. podczas nocnego bloku Adult Swim adresowanego do pełnoletniej widowni.

## Fabuła

### Teraz ja wam coś opowiem (Have I Got a Story for You)
Reżyseria: Shoujirou Nishimi
Scenariusz: Josh Olson
Animacja: Studio 4°C
Pierwszy segment animacji rozpoczyna się sceną w skateparku, w którym to dochodzi do spotkania czwórki niedorosłych przyjaciół. Trójka z nich ma do opowiedzenia pozostałym własną, oryginalną historię spotkania z Batmanem.
Pierwsza z opowieści ma miejsce w porcie, gdzie jeden z chłopaków wpadł tego wieczora na podejrzanego mężczyznę w czarnym kombinezonie. W wyobraźni dziecka napastnik zdaje się nie być do końca człowiekiem, podobnie jak sam Batman, który pojawia się jakby znikąd i rozpoczyna walkę z mężczyzną. Zostaje porównany do cienia i według relacji, jest w stanie wtapiać się w ciemność i przenikać między jej plamami (zdolności te mogą być nawiązaniem do powieści graficznych trylogii Batman & Dracula). Gdy zdobywa przewagę nad napastnikiem, ten używa granatu błyskowego, by odwrócić jego uwagę i uciec do rzeki. Na koniec historii „wampirzy” Batman wydaje z siebie przerażający skrzek, wyraźnie nie należący do człowieka.
Opowieść jedynej dziewczyny z grupy rozgrywa się w centrum miasta. Nastolatka zostaje złapana przez policjantów podczas jazdy deskorolką po chodniku, którą to sprawia problemy przechodniom. Uwaga mężczyzn w mundurach zostaje jednak szybko przekierowana na mężczyznę w czerni i jego lot z użyciem plecaka odrzutowego. Ten szybko okazuje się przestępcą i porywa jedną z kobiet z ulicy jako zakładniczkę. Również i w tym przypadku sytuację ratuje Batman, lecz teraz przedstawiony zostaje jako hybryda nietoperza z człowiekiem (podobnie do postaci Man-Bata z 400 numeru serii Detective Comics). Posiada nietoperze skrzydła, dzięki którym ratuje niedoszłą zakładniczkę przed upadkiem z wysokości. Początkowo dziewczyna przedstawia wersję wydarzeń, w której superbohater zabija przestępcę poprzez odcięcie mu głowy pazurami, jednak po upomnieniu przez przyjaciół (Batman nie zabija swoich przeciwników) zmienia opowieść i ta kończy się pojedynkiem w porcie oraz ponowną ucieczką napastnika do wody.
Trzecia historia, opowiedziana przez najmłodszego członka grupy, okazuje się być chronologicznie pierwszą. Podczas pobytu na balkonie widokowym jednego z wieżowców staje się on świadkiem napadu. Ubrany na czarno mężczyzna grozi cywilom z laserowej broni, jednak szybko na jego drodze staje Batman przy wsparciu helikoptera. Tym razem superbohater przypomina bojowego robota, który szybko rozbraja przeciwnika strzałami z działek na ramionach i wyrzuca go poza barierki balkonu. Spadając, przestępca ujawnia ukryty wcześniej plecak odrzutowy i ucieka, co łączy się z historią pozostałych nastolatków.
Koniec pościgu rozgrywa się już na oczach całej czwórki, kiedy to Batman wpada za ściganym mężczyzną do skateparku. Ostatecznie okazuje się zwyczajnym człowiekiem, na czego dowód krwawi z wielu ran. Napastnik używa granatu dymnego i usiłuje podejść go pod osłoną dymu, jednak czwarty z nastolatków nokautuje go deskorolką, ratując tym samym Batmana. Superbohater dziękuje mu za pomoc i odchodzi wraz ze złapanym przestępcą, a przyjaciele chłopaka przybiegają, wypytując, co stało się w dymie.
Dodatkowe spostrzeżenia: Josh Olson przyznał, że napisana przez niego historia została oparta na komiksie Franka Robbinsa The Batman Nobody Knows, który ukazał się w 250. numerze serii komiksowej Batman w 1973 r. Opowiada on o trójce dzieci, które Bruce Wayne zabiera na ognisko do lasu, a każde z nich dostaje szansę na opowiedzenie własnej historii o Batmanie.

#### Obsada
- Bruce Wayne/Batman – Kevin Conroy
- Cop – Jason Marsden
- B-Devil – Scott Meneville
- Mężczyzna w Czerni – George Newbern
- Porkchop – Corey Padnos
- Meesh – Crystal Scales
- Dander – Alanna Ubach
- Woman – Hynder Walch

### Strzelanina (Crossfire)
Reżyseria: Futoshi Higashide
Scenariusz: Greg Rucka
Animacja: Production I.G
W tym segmencie widz poznaje dwójkę detektywów – Crispusa Allena oraz Anne Ramirez – którzy po wizycie Batmana w biurze Jamesa Gordona, otrzymują zlecenie eskorty dostarczonego im przestępcy – Mężczyzny w Czerni z pierwszego epizodu, przedstawionego teraz jako Jacob Feely. Detektyw Allen wyraźnie nie ufa współpracy z superbohaterem, w przeciwieństwie do swojej partnerki, przedstawiającej Batmana (nazywanego Strażnikiem) jako nadzieję dla miasta pochłoniętego przez przestępczość. Więzienie na wyspie przedstawione zostaje jako ogromny kompleks budynków, przytłaczający i pełen szaleńców, przerażający nawet dla samego uciekiniera Arkham Asylum. W drodze powrotnej między detektywami dochodzi do ostrej wymiany zdań, po tym jak Allen oświadcza chęć złożenia podania o przeniesienie. Jako powód podaje brak satysfakcji z wykonywanej pracy w Wydziale Zabójstw, którego członkowie zamiast pomagać ludziom, kryją się za plecami Batmana. Niefortunnie, Ramirez zatrzymuje samochód w miejscu pojedynku dwóch grup mafijnych – Sala Maroniego i Yuriego Dimitrova – co skutkuje znalezieniem się w samym centrum strzelaniny. Allen zostaje odrzucony przez falę uderzeniową, powstałą w wyniku wysadzenia pojazdu, a przed bolesnym upadkiem ratuje go interwencja Batmana, który szybko rozprawia się z rosyjskim gangiem. Superbohater bez szwanku przechodzi przez płomienie, by ocalić ranną Ramirez z rąk Maroniego i po wszystkim opuszcza miejsce zdarzenia.

#### Obsada
- Bruce Wayne/Batman – Kevin Conroy
- James Gordon – Jim Meskimen
- Anna Ramirez – Ana Ortiz
- Yuri Dimitrov – Corey Burton
- Crispus Allen – Gary Dourdan
- Doktor – Jason Marsden
- Policjant – Scott Menville
- Prezenter wiadomości – Pat Musick
- Sal Maroni – Rob Paulsen
- Dyspozytor – Andrea Romano

### Test sprzętu (Field Test)
Reżyseria: Hiroshi Morioka
Scenariusz: Jordan Goldberg
Animacja: Bee Train
Bruce Wayne odwiedza Luciusa Foxa w jego pracowni i otrzymuje najnowszy wynalazek naukowca do przetestowania podczas najbliższej akcji w terenie. Do stworzenia nowego urządzenia wykorzystany został impuls elektro-magnetyczny, który doprowadził wcześniej do drobnych zniszczeń satelity wysłanej wcześniej na orbitę przez firmę Bruce’a (wspomnienie o jej pierwszym uruchomieniu pojawia się w wiadomościach w segmencie Strzelanina). Gadżet zamontowany w zbroi Batmana ma w założeniu odbijać pociski z broni palnej małego kalibru zanim te zdołają choćby dotknąć kostiumu. Po spotkaniu, Bruce odwiedza nowo otwarte pole golfowe ufundowane przez Ronalda Marshalla i w rozmowie z nim wypytuje o aktywistkę przeciwną budowie, która zmarła niedawno podczas strzelaniny. Z pomocą urządzenia od Foxa, odwraca uwagę swojego rozmówcy, by ukraść pozostawiony w torbie palmtop. Podczas nocnej akcji, Batman zdalnie doprowadza do kolizji pomiędzy łodziami włoskiego i rosyjskiego gangu, by po rozprawieniu się z obiema stronami doprowadzić do porozumienia między nim w kwestii zajmowanych terenów. Rozmowę przerywa napastnik z pistoletem, którego pocisk odbija się od elektro-magnetycznego pola i trafia w młodego gangstera. Zaskoczony Batman natychmiast zabiera rannego do szpitala, lecz ten panikuje na widok policjantów i ucieka. Superbohater staje jednak w jego obronie i po szybkiej akcji, oddaje go w ręce funkcjonariuszy zanim rozpętałaby się kolejna strzelanina. Przy ponownym spotkaniu z Foxem, Bruce oddaje nowy gadżet, nie chcąc narażać życia osób dookoła, nawet jeśli to przestępcy.
Dodatkowe spostrzeżenia: W grze Batman: Arkham Knight istnieje specjalny rodzaj skórki dla postaci głównego bohatera o nazwie „Anime Batman” i opisie informującym o jego przetestowaniu w terenie (ang. Field-Tested). Początkowo owa skórka była dostępna jedynie dla osób z kontem na platformie WB Games, jednak w 2020 r. stała się dostępna za darmo dla wszystkich graczy.

#### Obsada
- Bruce Wayne/Batman – Kevin Conroy
- Yuri Dimitrov, Ronald Marshall – Corey Burton
- Anton – Will Friedle
- Guido – George Newbern
- Sal Maroni – Rob Paulsen
- Lucius Fox – Kevin Michael Richardson

### W ciemnościach (In Darkness Dwells)
Reżyseria: Yasuhiro Aoki
Scenariusz: David S. Goyer
Animacja: Madhouse
James Gordon i detektywi Allen oraz Ramirez dostają wezwanie do kościoła, w którym podczas mszy odprawianej przez kardynała O’Fallona doszło do zbiorowej paniki. Według zeznań świadków, za atak odpowiedzialna była bestia podobna do wielkiego jaszczura i porwała O’Fallona do krypt pod budynkiem. Funkcjonariusze policji schodzą do podziemi i tam Gordonowi ujawnia się Batman, by podzielić się swoimi podejrzeniami co do udziału Stracha na Wróble w całym zamieszaniu. Dla bezpieczeństwa superbohater przekazuje w ręce detektywa komunikator, zanim sam zapuszcza się głębiej w kanały i stare tunele metra. Trafia na trop jaszczura oraz grupę bezdomnych, od których wysłuchuje plotki o genezie Killer Croca porzuconego przez rodziców i zmutowanego przez chemikalia. Gordon informuje Batmana o ucieczce przestępcy z Arkham Asylum oraz jego wcześniejszym udziale w eksperymentach Dr Jonathana Crane’a. Według danych medycznych poszukiwany choruje na rzadkie schorzenie skóry zwane hiperkeratozą naskórkową, przez którą trafił do cyrku jako jedna z atrakcji. W czasie wędrówki po kanałach, Batman wpada w zasadzkę Killer Croca i zostaje przez niego ugryziony, co wprowadza do jego ciała jaszczurzy jad o działaniu podobnym do gazu stworzonego przez Dr Crane’a. Mimo ran, podąża tropem przeciwnika i dociera do kryjówki Stracha na Wróble w samym środku egzekucji O’Fallona, psującego plany przestępców pomocą oferowaną bezdomnym. Batman ratuje kardynała i ucieka dzięki zamieszaniu spowodowanemu wybuchem metanu zalegającego w kanałach. Po wyjściu na powierzchnię, superbohater oddaje uratowanego mężczyznę w ręce Gordona, jednak sam odmawia przyjęcia pomocy, na pożegnanie rzucając: „Może następnym razem”.

#### Obsada
- Bruce Wayne/Batman – Kevin Conroy
- Crispus Allen – Gary Dourdan
- James Gordon – Jim Meskimen
- Anna Ramirez – Ana Ortiz
- Dr. Jonathan Crane/Strach na Wróble – Corey Burton
- Kultysta – Will Friedle
- O’Fallon – Brian George
- Mężczyzna – George Newbern
- Bezdomny – Rob Paulsen

### Zwalczyć ból (Working Through Pain)
Reżyseria: Toshiyuki Kubooka
Scenariusz: Brian Azzarello
Animacja: Studio 4 °C
Akcja tego segmentu rozgrywa się tuż po wydarzeniach z poprzedniego. Batman przedziera się przez kanały, ciężko postrzelony przez mężczyznę prawdopodobnie zainfekowanego toksyną Stracha na Wróble. Przypala ranę, by powstrzymać krwawienie i pod wpływem bólu przypomina sobie wydarzenia poprzedzające fabułę filmu Batman: Początek.
W pierwszej retrospekcji jako wolontariusz w szpitalu polowym na Bliskim Wschodzie pomaga w opatrywaniu ciężko rannych pacjentów i asystuje w operacji bez zastosowania znieczulenia. Drugie ze wspomnień wiąże się z obserwacją walki między poszczutymi na siebie zwierzętami (kobrą i mangustą) i spotkaniem z Cassandrą. To u niej Bruce szuka pomocy, po tym jak pozostali fakirzy odmówili przyjęcia go na szkolenie, które pomogłoby mu pokonać ból. Podczas nauki u Cassandry dowiaduje się o dwóch rodzajach odczuwanego bólu – zewnętrznym oraz wewnętrznym – które dają się kontrolować za pomocą siły woli. W dowód prawdziwości swojej teorii, kobieta bez mrugnięcia okiem staje na rozżarzonych węglach. Po wielu treningach, Bruce osiąga zaprezentowany efekt i dowiaduje się o przeszłości nauczycielki, wraz z powodem jej życia w odosobnieniu od reszty społeczności. Zdobytą wiedzę Cassandra uzyskała podstępem, przebierając się za młodzieńca i wnikając w grupę fakirów. Jej tożsamość szybko wyszła na jaw, jednak mężczyźni kontynuowali szkolenie z myślą o jej porażce i gdy ta nie nastąpiła, ujawnili jej płeć, skazując tym samym na wykluczenie przez pozostałych mieszkańców. Mimo ciągłego spotykania się ze strachem i niechęcią, kobieta nie zamierza jednak opuścić miejsca, z którym wiąże się całe jej życie. Bruce testuje uzyskane zdolności, pokonując grupę mężczyzn, którzy napadli na Cassandrę i wygraną walką udowadnia swoją odporność na ból zewnętrzny (fizyczny). Zakańcza szkolenie, jednak jego nauczycielka zdaje sobie sprawę z bólu wewnętrznego, wciąż dręczącego mężczyznę i nie pozwalającego mu na uwolnienie się od przeszłości.
Retrospekcje przerywane są scenami mozolnej wędrówki Batmana po kanałach i próbach wydostania się na powierzchnię. Superbohaterowi udaje się skontaktować z Alfredem, by ten namierzył jego lokalizację i przybył z pomocą. Gdy lokaj przyjeżdża na miejsce Batmobilem, zastaje Batmana w wylocie kanału z rękoma pełnymi znalezionej w nim broni palnej i choć wyciąga do niego rękę, ten nie ma możliwości jej przyjąć.
Dodatkowe spostrzeżenia: W segmencie Test sprzętu, pistolet młodzieńca uratowanego przez Batmana zostaje wyrzucony do kanału przez odpływ podobny do tego, w którym Bruce znalazł całą stertę broni palnej.

#### Obsada
- Bruce Wayne/Batman – Kevin Conroy
- Alfred Pennyworth – David McCallum
- Młodzieniec 1 – Will Friedle
- Arman, Niechlujny Mężczyzna – Brian George
- Młodzieniec 2 – Jason Marsden
- Cassandra – Parminder Nagra
- Młodzieniec 3 – George Newbern
- Młodzieniec 4 – Rob Paulsen
- Avery, Ranny Mężczyzna – Kevin Michael Richardson
- Młoda Cassandra – Hynden Walch

### Deadshot
Reżyseria: Jong-Sik Nam
Scenariusz: Alan Burnett
Animacja: Madhouse
Ostatni segment antologii rozpoczyna znana już w fandomie DC scena morderstwa rodziców Bruce’a, płynnie przechodząca w montaż ujęć ze składania karabinu, zapowiadający konfrontację z tytułowym Deadshotem. Po treningu mężczyzna zostaje upomniany przez Alfreda za zwlekanie z oddaniem na policję znalezionego arsenału (składa się na niego broń palna z kanałów z segmentu Zwalczyć ból) i przyznaje do odkrycia w zabójczych narzędziach czegoś pociągającego nawet kogoś, kto nienawidzi z nich korzystać. Stwierdza przy tym, że posiadają one moc równą samemu bogowi, która pozwala strzelcom zmieniać historię. Koniec wypowiedzi zbiega się ze sceną spektakularnego zabójstwa burmistrza Manninga dokonanego przez Deadshota. Zabójca otrzymuje kolejne zlecenie od rosyjskiego gangu z Gotham i po tym jak plotka o zleceniu na Jamesa Gordona dociera do uszu policji, funkcjonariusze decydują się na całodniową wartę przy swoim komisarzu, a Batman ujawnia przed detektywem Allenem informację o opłaconym przez Ronalda Marshalla wyeliminowaniu przeszkadzającej mu aktywistki (wspomnianej w segmencie Test sprzętu). Batman razem z Alfredem obserwują eskortowanego Gordona za pomocą obrazu z satelity WayneCom i planują złapanie zabójcy zanim ten zdąży wypełnić zadanie. Dla Deadshota jedyną możliwością wykonania zlecenia jest oddanie strzału z pędzącego pociągu. Po tym jak Batmanowi udaje się odbić wystrzelony w stronę komisarza pocisk, zabójca ujawnia, że jego prawdziwym celem od początku był superbohater. Do ostatecznego starcia ze złoczyńcą dochodzi na dachu pociągu, gdy pojazd wjeżdża w tunel i po krótkiej strzelaninie, Batmanowi udaje się rozbroić przeciwnika. Po zakończonym pościgu w telewizyjnej edycji wiadomości zostaje podana informacja o zaaresztowaniu Deadshota wraz z Ronaldem Marshallem i przewidywanej im karze śmierci. W ostatniej scenie Bruce opatrywany przez Alfreda dzieli się z lokajem swoimi wątpliwościami odnośnie działania pod przykrywką Batmana. Usiłuje pomagać ludziom, jakby mógł własnym ciałem zasłonić pociski wystrzelone w kierunku swoich rodziców, choć zdaje sobie sprawę z bezcelowości takiego działania. Starszy mężczyzna stwierdza jednak, że działaniami Bruce’a kieruje jakiś bardziej znaczący powód, a przemyślenia te urywa pojawienie się na niebie kolejnego Bat-Sygnału.

#### Obsada
- Bruce Wayne/Batman – Kevin Conroy
- Młody Bruce Wayne, Pracowniczka Kampanii – Hynden Walch
- Crispus Allen – Gary Dourdan
- James Gordon, Floyd Lawton/Deadshot – Jim Meskimen
- Alfred Pennyworth – David McCallum
- Thomas Wayne, Doktor – Jason Marsden
- Prezenter Wiadomości – Pat Musick
- Postawny Mężczyzna – Kevin Michael Richardson
- Martha Wayne – Andrea Romano

## Ścieżka dźwiękowa
Oficjalna ścieżka dźwiękowa do filmu Batman: Rycerz Gotham została pierwszy raz opublikowana przez La La Land Records 22 lipca 2008 r. i składa się z oryginalnych dla tej produkcji utworów, czerpiących fragmentami z soundtracków znanych z poprzednich wystąpień Batmana w mediach. Muzyka do każdego z segmentów antologii została napisana przez jednego z trzech kompozytorów: Christophera Drake’a (Teraz ja wam coś opowiem, W ciemnościach), Roberta J. Krala (Test sprzętu, Deadshot) i Kevina Mantheia (Strzelanina, Zwalczyć ból). Dodatkowo Christopher Drake odpowiadał za utwór do napisów końcowych filmu.
| 1. | Christopher Drake | Main Titles / Intro / Interlude / Punk Skater / Trouble At The Dock | 2:20 |
| 2. | Christopher Drake | Living Shadow / Living Shadow Finale                                | 1:45 |
| 3. | Christopher Drake | Skater Girl / Trouble In The City                                   | 0:50 |
| 4. | Christopher Drake | Batmonster Appears / Batmonster Do-Over / Batmonster Finale         | 2:18 |
| 5. | Christopher Drake | Rooftop Robbery / Robobat                                           | 1:44 |
| 6. | Christopher Drake | Have I Got A Story For You Finale                                   | 1:35 |

| 7. | Kevin Manthei | Crossfire | 4:49 |
| 8. | Kevin Manthei | Inferno   | 5:48 |

| 9.  | Robert J. Kral | New Device                                 | 1:22 |
| 10. | Robert J. Kral | Trigger A Device / As Good As Your Drive   | 1:10 |
| 11. | Robert J. Kral | A Russian In His Grave / It Works Too Well | 3:53 |

| 12. | Christopher Drake | In Darkness Dwells Intro                             | 1:00 |
| 13. | Christopher Drake | Gordon's Cannibal / Ghost Station                    | 3:00 |
| 14. | Christopher Drake | Epidermolytic Hyperkeratosis                         | 0:43 |
| 15. | Christopher Drake | Killer Croc / Hallucinations / Scarecrow Interrupted | 3:19 |
| 16. | Christopher Drake | Escape And End                                       | 1:45 |

| 17. | Kevin Manthei | Working Through Pain / The Fall | 1:46 |
| 18. | Kevin Manthei | Bazaar                          | 0:26 |
| 19. | Kevin Manthei | There Is Another / Training     | 2:46 |
| 20. | Kevin Manthei | Rejected And Despised           | 1:30 |
| 21. | Kevin Manthei | Painless Fight / I Can't        | 3:23 |

| 22. | Robert J. Kral | Parents Killed                | 0:54 |
| 23. | Robert J. Kral | Gun Attraction / Park Killing | 1:26 |
| 24. | Robert J. Kral | Gordon / Batman / The Train   | 6:14 |
| 25. | Robert J. Kral | His Life's Quest              | 0:56 |

| 26. | Christopher Drake | End Credits Suite | 5:02 |

## Przedpremierowy pokaz
Do pierwszego pokazu filmowej antologii doszło podczas konwentu Wizard World Chicago (28–29 czerwca 2008 r.) na panelu prowadzonym przez Gregory’ego Novecka, w którym wywiadu udzielali Bruce Timm, Greg Rucka, Josh Olson, Alan Burnett i Brian Azzarello. Każdy z segmentów spotkał się z bardzo pozytywną reakcją fanów, a po wyświetleniu całości autorzy scenariuszy dostali okazję do wypowiedzenia się na temat produkcji. W odpowiedziach na pytania fanów Olson przedstawił segment Teraz ja wam coś opowiem jako nie tyle oddanie przebiegu zdarzeń, których świadkami były dzieci, lecz przedstawienie ich perspektywy na nie, a zatem obrazu mijającego się z rzeczywistością i przefiltrowanego przez ich wyobraźnię. Takie sprostowanie okazało się konieczne, gdyż pierwszy fragment animacji wzbudził duże zmieszanie wśród niektórych widzów, niepewnych prawdziwej tożsamości Batmana. Zabieg wykorzystany przez Olsena umożliwił mu przedstawienie scen, które dla osób znających postać Bruce’a były zupełnie sprzeczne z przedstawianą przez superbohatera postawą i tak na ekranie można było zobaczyć Batmana ucinającego przestępcy głowę w bardzo brutalnym geście. W odpowiedzi na pytania o proces współpracy z japońskimi studiami, pojawiały się komentarze dużego podziwu do poziomu animacji i pozytywnych efektów przekazania animatorom dużej swobody w działaniu. Fanów ciekawił też wkład Christophera Nolana na produkcję, jednak okazało się, że twórcy dostali w większości wolną rękę, z wyjątkiem przedstawienia postaci Killer Croca, który został pozbawiony ogona, by zachować pewien poziom realizmu.

## Wersja polska (lektor)

### DVD
Dystrybucja na terenie Polski: GALAPAGOS FILMS
Udźwiękowienie: DUBBFILM
Tekst: Katarzyna Kaczan-Borowska
Czytał: Maciej Gudowski

### HBO
Wersja polska: na zlecenie HBO – SUN STUDIO POLSKA
Tekst: Wojciech Stybliński
Czytał: Piotr Borowiec

## Odbiór
Batman: Rycerz Gotham otrzymał na Rotten Tomatoes wynik 75% świeżości pomidora (na podstawie 8 recenzji krytyków) i 69% ze średniej ocen widzów. W bazie internetowej Filmweb ocena krytyków (na podstawie 5 recenzji) wynosi 5.2/10, podczas gdy ocena widowni jest nieznacznie wyższa z wynikiem 6.5/10.
Film zdobył nagrodę Złotej Szpuli za „najlepszy montaż dźwięku na filmie wideo”, a ponadto został nominowany do nagrody Annie za „najlepsze wydanie wideo filmu animowanego” oraz „najlepsze indywidualne osiągnięcie: muzyka” (dotyczące utworów Kevina Mantheia).
Zysk z samej sprzedaży DVD wyniósł 8 529 145 $ przy budżecie produkcji 3 500 000 $.

## Adaptacja książkowa
Książkową adaptacją animacji zajęła się amerykańska scenarzystka komiksów Louise Simonson. Książka ukazała się w Stanach Zjednoczonych 27 maja 2008 r., a 22 sierpnia Batman: Rycerz z Gotham City ukazał się również w polskiej edycji za pośrednictwem wydawnictwa Siedmioróg. W swojej fabule łączy wątki z wszystkich segmentów animacji i stanowi prequel do wydarzeń z filmu Mroczny Rycerz.